# Patronatsfest
Patronatstag, Patronatsfest, Patrozinium (Süddeutschland) oder Prangtag bzw. Prangertag (in manchen Gebieten Österreichs) nennt man den Tag, an dem eine katholische oder orthodoxe Pfarrgemeinde gemäß dem römisch-katholischen oder orthodoxen liturgischen Kalender den Gedenktag des Heiligen begeht, dessen Namen ihre Kirche trägt (Titelfest, Patrozinium). Er hat den Rang eines Hochfests. Es ist nicht zu verwechseln mit dem Gedenktag der Kirchweihe, der in der jeweiligen Kirche ebenfalls als Hochfest begangen wird.

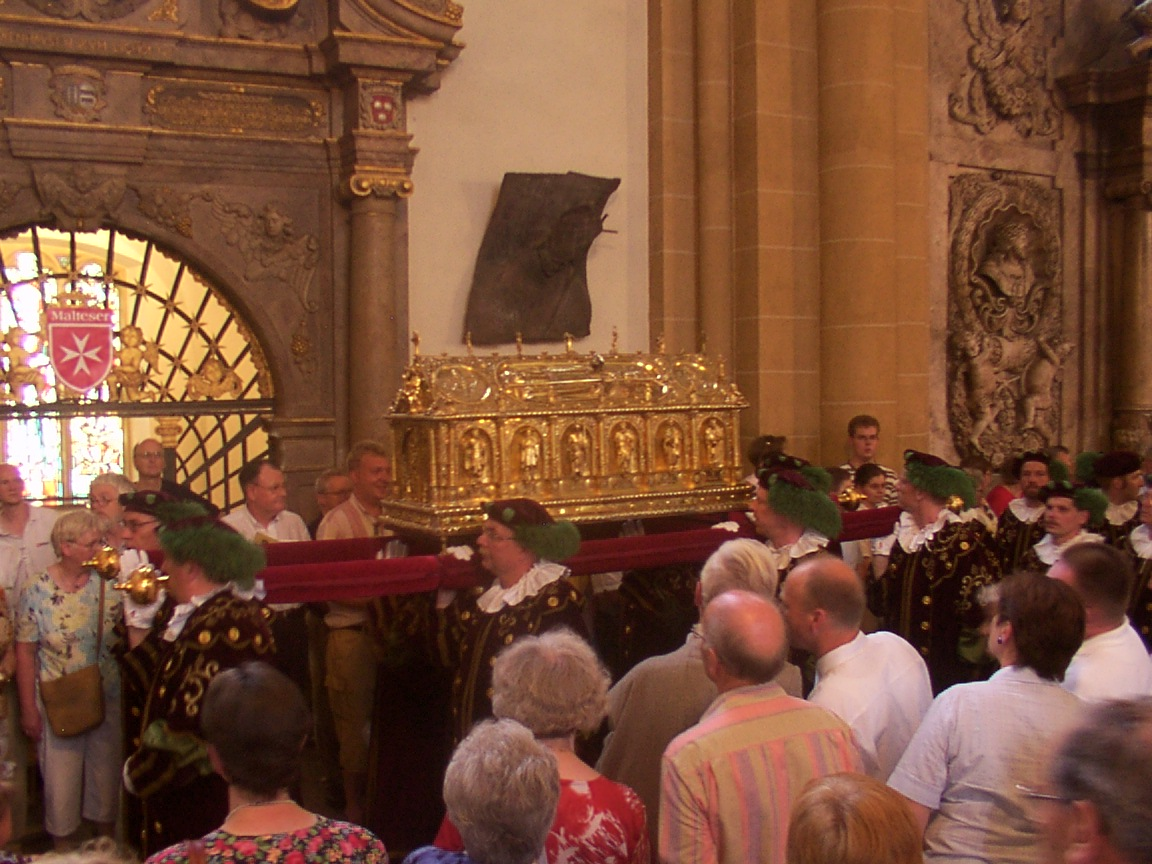
Libori: Rückkehr des Schreins in den Dom

## Römisch-katholische Kirche
In katholischen Gegenden wird das Patronatsfest traditionell aufwendig begangen. Die Bevölkerung der weiteren Umgebung besucht die Kirche, deren Fest gefeiert wird. Der Besuch kann als Wallfahrt verstanden werden und mit einem Ablass verbunden sein.

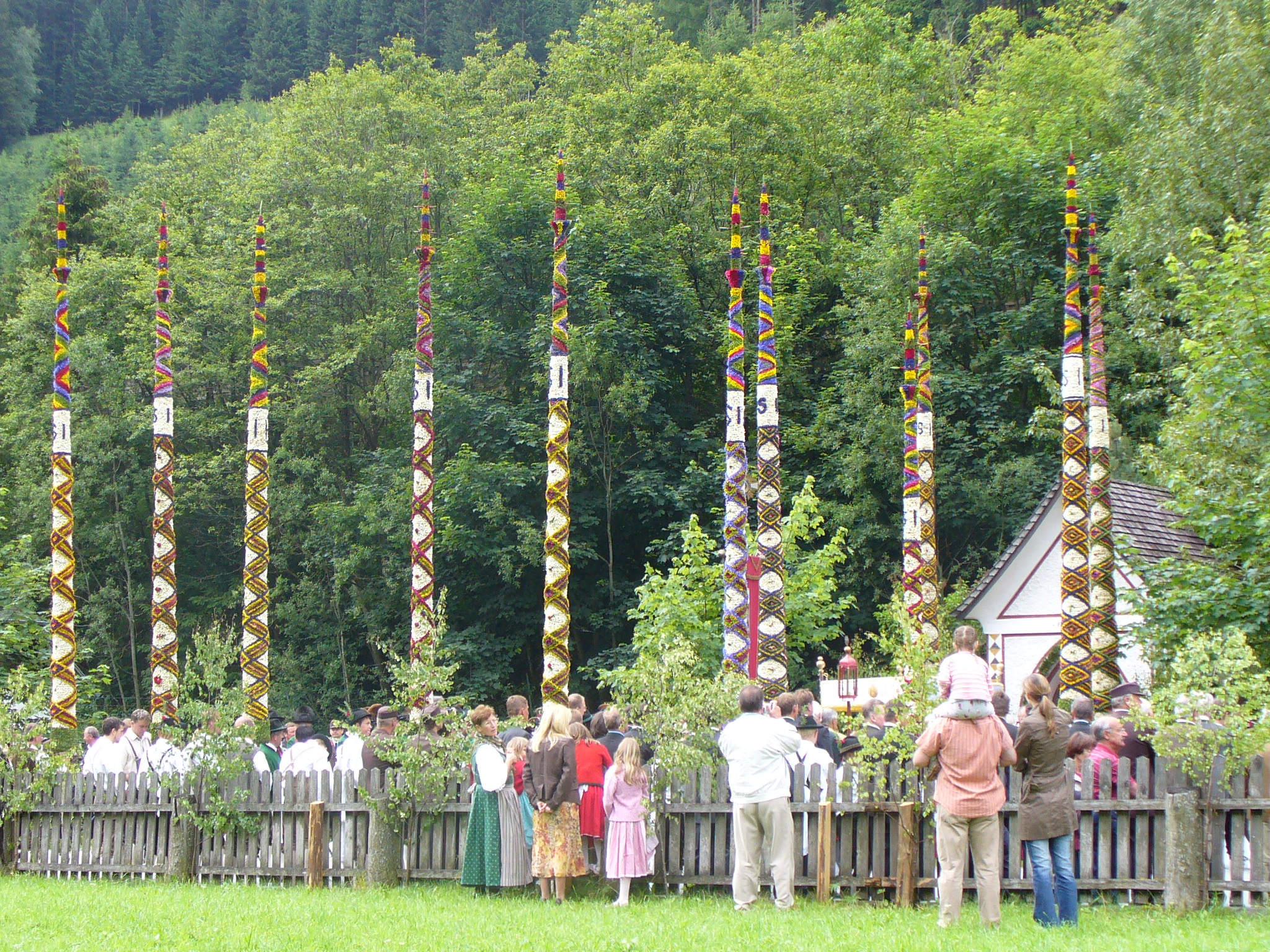
Zederhauser Prangstangen

Auf das Festhochamt in der Kirche folgt oft eine Prozession mit dem Reliquienschrein und/oder einer Statue des Heiligen. Daran schließt sich ein Pfarr-, Dorf- oder Volksfest an. Die Kirmes eines Ortes ist nicht selten das (einstige) Patronatsfest.
Das größte noch erhaltene Patronatsfest in Deutschland ist Libori in Paderborn. In Österreich, Italien, Spanien, Portugal und Lateinamerika feiern viele Dörfer und Städte ihren Patronatstag als Kirchen- und Volksfest, heute zugleich als touristische Attraktion.
Wo es die Umstände erfordern, kann das Patronatsfest am Sonntag vor oder nach dem Kalenderdatum begangen werden.